# Оксана Кононець
Оксана Кононець — перша українська модель, підприємиця і громадська діячка з паралічем. Переможниця та організаторка конкурсів краси, серед яких Beauty No Limits (2006), володарка титулу «Міс Індивідуальність» на першому всесвітньому конкурсі краси серед жінок на візках Miss Wheelchair World 2017. Засновниця і директор українського благодійного фонду «Нескорені».  Одна з 100 найкращих жінок України за верєю журналу Ukrainian People. Лауреатка премії «Жінка III тисячоліття».

## Ранні роки
Оксана Кононець народилася в Києві, Україна, в родині військовослужбовця. До 11 років жила в Чорткові, де був авіаполк її батька. Була активною дитиною, захоплювалася грою на скрипці та фортепіано, гімнастикою та аеробікою. У 2003 році після демобілізації батька Кононець повернулася жити до Києва. У Києві вона захоплювалася спортом та брала участь у багатьох змаганнях. У середній школі почала займатися візажем. Після закінчення школи вступила до Національного педагогічного університету імені Драгоманова.

## Травма
23 серпня 2012 року внаслідок падіння з 5-го поверху багатоквартирного будинку Кононець отримала важку травму С5 та С6 хребців шийного відділу хребта, що спричинила квадриплегію та прикувала до візка.

## Кар'єра
У 2013 році після травми Кононець закінчила НПУ імені Драгоманова за спеціальністю викладачки, а потім — Відкритий міжнародний університет розвитку людини «Україна» за спеціальністю «соціальна робота». У 2015 році вона взяла участь у телешоу «Половинки», на якому вирішила побудувати модельну кар'єру, надихаючись американською моделлю Анжелою Роквуд.

### Конкурс «Краса без обмежень»
Кононець перемогла на 6-му Всеукраїнському конкурсі краси серед жінок на візках Beauty No Limits, в якому вона також здобула титул «Міс Елегантність».

### Міс світу на візку
Кононець здобула титул «Міс Індивідуальність» на першому всесвітньому конкурсі краси серед жінок на візках Miss Wheelchair World, який проходив у Варшаві, Польща.

### Нескорена краса
Після успіху в конкурсах краси Кононець створила та організувала соціальний фотопроєкт Unbroken Beauty (Нескорена краса), спрямованого на позитивне зображення жінок на візках.

### Благодійний фонд «Нескорені»
Потім Кононець заснувала благодійний фонд «Нескорені» з метою інтеграції людей з обмеженими можливостями в індустрію фотографії та моди в Україні.

### Міс Україна Всесвіт
Оксана Кононець стала першою членуинею журі конкурсу «Міс Україна Всесвіт» на візку.

### Топ-100 жінок України
У 2017 році Кононець увійшла до топ-100 успішних жінок України за версією журналу «Ukrainian People».

### У кліпі ONUKA
Кононець знімалася в кліпах української співачки та музикантки ONUKA.

### 2018 рік

#### Тиждень моди в Україні
У 2018 році Кононець стала першою моделлю на візку на подіумі Ukraine Fashion Week. Тоді вона брала участь у показі дизайнерки Софії Русинович.

#### Інклюзивний показ мод Massira
У цьому ж році модель представляла Україну на першому Massira Inclusive Fashion Show на Шрі-Ланці, організованому в рамках Паризького Азіатсько-Європейського тижня моди.

#### Краса без обмежень
Кононеуь співорганізувала кілька конкурсів краси в Україні, в тому числі «Краса без обмежень» для жінок на візках та «Кураж без обмежень» для чоловіків на візках.

#### Жіноча білизна O'SHE
У травні Кононець стала першою жінкою з інвалідністю, яка була представлена як модель для лінії спідньої та нижньої білизни O'SHE.

#### Жінки третього тисячоліття
Кононець стала лауреаткою української премії «Жінка III тисячоліття»